# 马克·韦伯 (赛艇运动员)
马克·韦伯（德語：Marc Weber，1972年3月21日—），德国前男子赛艇运动员。他曾代表德国参加1996年夏季奥林匹克运动会赛艇比赛，获得男子八人单桨有舵手银牌。